# انقلاب يوليو 1966 في بوروندي
في 8 يوليو 1966، وقع انقلاب في مملكة بوروندي. والثاني في تاريخ بوروندي بعد الاستقلال، أطاح الانقلاب بالحكومة الموالية لملك (موامي) بوروندي، موامبوتسا الرابع، الذي ذهب إلى المنفى في أكتوبر 1965 بعد فشل انقلاب 1965.

## خلفية
قاد محاولة الانقلاب الأولى أعضاء من جماعة الهوتو وأثارها التوترات العرقية المتزايدة بين الهوتو والتوتسي الحاكمة في بوروندي. كان انقلاب يوليو 1966 بمثابة رد فعل مضاد شديد من التوتسي ضد ما اعتبروه ميول موامبوتسا للموازنة بين مطالب الهوتو والتوتسي في الحكومة.

## تفاصيل الانقلاب
في مارس 1966، بعد وقت قصير من نفيه، فوض موامبوتسا سلطاته الملكية لابنه ولي العهد الأمير تشارلز نديزي. في 8 يوليو 1966، أطاحت القوات الموالية لنديزيي بحكومة ليوبولد بيهي الموالية لمومبوتسا ونُصّب نديزيي ملكا. في 3 سبتمبر، تم تتويج نديزيي رسميًا، وحمل الاسم الملكي (Ntare V. Ntare) ووعد بقيادة بوروندي، ومكافحة الفساد، ووضع دستور جديد. في 11 يوليو، قام نتاري بترقية ميشيل ميكومبيرو، ضابط جيش التوتسي الذي لعب دورًا رئيسيًا في الانقلاب، إلى منصب رئيس الوزراء.

## بعد الانقلاب
بعد أقل من خمسة أشهر، قاد ميكومبيرو انقلابًا ثالثًا في 28 نوفمبر أطاح فيه بنتاري بعد ستة أشهر فقط على العرش. ألغى ميكومبيرو النظام الملكي في بوروندي وأعلن أن عن الجمهورية. سمح هذا لميكومبيرو بتأسيس ديكتاتورية عسكرية ذات نظام الحزب الواحد استمرت حتى الإطاحة به في انقلاب عسكري سنة 1976. فر نتاري الخامس إلى المنفى لكنه عاد إلى البلاد من أوغندا في عام 1972، وفي ذلك الوقت اغتيل في ظل ظروف غامضة.